# Semjon Kotko
Semjon Kotko, op. 81, (russisch Семён Котко) ist eine Oper in fünf Akten (sieben Bilder). Das Libretto stammt von Sergei Prokofjew und Walentin Katajew nach dessen Erzählung Ich, ein Sohn des arbeitenden Volkes (russisch Я, сын трудового народа…; 1937). Das Werk wurde 1939 veröffentlicht. Es war (neben Die Geschichte vom wahren Menschen von 1948) ein Stück mit betont politischem Charakter.

## Entstehung
Vor dem Hintergrund der sowjetischen Kunstdoktrin und der Bewegung der „liedhaften Oper“, die das sowjetische Musiktheater der 1930er-Jahre geprägt hatte, unternahm Prokofjew den Versuch, „sich in das Leben der Sowjetunion einzuklinken und in seinem Anspruch an sich, den sozialen Auftrag der Kunst ernst zu nehmen“, wandte er sich der damals sehr populären Erzählung Ich, ein Sohn des arbeitenden Volkes zu. Dieses Werk passte in den Kriterienkatalog des Sozialistischen Realismus; es gab „im wesentlichen ein entstelltes Bild vom Leben eines ukrainischen Dorfes während des Bürgerkrieges.“ Prokofjew begründete seine Wahl damit, dass er
„lebendige Menschen mit all ihren Leidenschaften, die sich aus den neuen Bedingungen ergeben, der Liebe, Haß, Freud und Leid zeigen sollte. […] Hier gibt es jugendliche Liebe, hier gibt es den Haß der Vertreter der alten Welt, hier gibt es den heroischen Kampf, tränenreiche Verluste, aber auch fröhliche Scherze, wie sie charakteristisch für den ukrainischen Humor sind.“
Damit hob sich der von Prokofjew gewählte Stoff positiv „vor dem Hintergrund schwülstiger und direkter Indoktrination jener zahllosen Werke ab, die am Mythos des Bürgerkriegs [strickten], mit seinen unbeugsamen Kommunisten in Lederjacken und den widerlichen Ausgeburten der Hölle, die auf der anderen Barrikadenseite standen.“ Die in einem ukrainischen Dorf spielende Handlung gab Prokofjew außerdem die Möglichkeit, seine Helden in eine folkloristische Atmosphäre einzutauchen, nach dem Vorbild zahlreicher Opern nach Gogols Erzählungen. Wie auch in einer Reihe früherer Opern Prokofjews „werden in Semjon Kotko zwei Handlungspläne organisch verbunden: ein äußerer und ein innerer.“ Zu den Merkmalen des äußeren Handlungsstrangs gehört der Ablauf der Hochzeitszeremonie, der Vergeltungsschlag der Feinde und die Attacke der verwegenen Angegriffenen, zuletzt der Triumph der gerechten Sache des Volkes, das zu den Waffen gegriffen hat. Der andere Handlungsstrang ist definiert durch „die Triebfedern der handelnden Personen, durch ihre innere Natur, durch die Wahrhaftigkeit der Charaktere. Grundlage des dramatischen Konflikts der Oper war die Konfrontation zweier Helden, […] zwischen denen es keine Aussöhnung geben konnte.“ Dies waren der Ex-Soldat Semjon Kotko und sein Antipode Tkatschenko, ein reicher Bauer, der zugleich der Vater seiner Geliebten Sofja ist. Tkatschenkos „erfinderischer Geist versucht alle Tricks, um unter beliebigen Vorwand den Bund seiner Tochter mit dem verhaßten Kotko zu verhindern.“

## Handlung
Ein ukrainisches Dorf im Jahre 1918. Semjon Kotko kehrt nach vier Jahren aus dem Krieg ins Dorf zurück und möchte, da er nun als freier Bauer auf dem Grundbesitz des enteigneten Gutsherrn Tkatschenko leben kann, seine Geliebte Sofja heiraten. Kotko erzählt seinen Freunden und der Mutter von den großen revolutionären Ereignissen, die er miterlebt hat. Der von der Bürgerkriegsfront heimgekehrte Kotko ist der Überzeugung, zu Hause erwarte ihn friedliche Arbeit und die Hochzeit mit dem geliebten Mädchen. Er stellt sich bald auf die Seite derer, die eine neue Ordnung anstreben, in der es nach deren Vorstellungen keinen Platz für Unterdrückung geben kann. Der Liebhaber wird zum feurigen Soldaten der Revolution; Kotko muss fliehen, kehrt als Partisan zurück und befreit Sofja noch vor dem Altar der Dorfkirche mit seinen Rotarmisten.

## Musik der Oper
Die unterschiedlichen Charaktere werden von Prokofjew mittels „der Bewegung der Intonationsereignisse“ umrissen, die die Wechselfälle des Sujets und die Aussagen der Figuren begleiten. Der Komponist meinte hierzu:
„Ich halte das melodische Element für eines der wichtigsten Bestandteile eines musikalischen Werkes und habe deshalb der melodischen Seite von Semjon Kotko besondere Aufmerksamkeit geschenkt.“
Das Prinzip der Leitmotive wird in Semjon Kotko besonders auffällig angewandt; sie werden entweder zu rein instrumentalen Formeln, oder sie entstehen auf der Grundlage charakteristischer Vokalrepliken.
Die Oper ist daher total von „Liedhaftigkeit“ durchdrungen, „obwohl die Rolle der eigentlichen Lieder, der strophischen Liedformen erhältnismäßig klein ist.“ Ein Beispiel für diese „abgeschlossenen, reliefartigen Melodien“ ist das Intonationsdebüt des Haupthelden Semjo Kotko, „mit Mitteln der Vokalintonation werden hier die Impulsivität, die Hitzigkeit des Helden, seine Selbstlosigkeit gegenüber der Geliebten, seine Zärtlichkeit und Zuverlässigkeit unterstrichen“. Dem gegenüber stellt der Tkatschenko gewählte, veränderliche Intonationsporträt dessen Stimmungsschwankungen aus. Bei der Beschreibungen der anderen Helden folgte Prokofjew der Linie, die verlangte, dass Vertreter „der gerechten Sache der Revolution“ mit sympathischen menschlichen Qualitäten ausgestattet und zu Wortführern positiver moralischer Werte gemacht werden mussten.
Prokofjew integrierte in die Dramaturgie abgeschlossene Melodien, in denen sich Elemente des ukrainischen Volkslieds widerspiegeln; darunter findet sich das Chorthema Ganz früh, ja in der Früh. Eine abgeschlossene Chornummer beruht auf dem Text Vermächtnis des ukrainischen Dichters Taras Schewtschenko.

### Suite ausSemjon Kotko
Die Orchestersuite, Op. 81a besteht aus acht Abschnitten, bei einer Gesamtdauer von 40 Minuten.
| 1. Einleitung 2. Semjon und seine Mutter 3. Die Verlobung 4. Die Nacht der Südens 5. Exekution 6. Das Dorf brennt 7. Beerdigung 8. Die Unseren kommen |

## Diskographie (Auswahl)
- Michail Schukow, Radiosymphonieorchester der UdSSR, N. Gres, T. Yanko, T. Antipova, G. Troitsky, N. Panekhin, A. Kleshcheva, L. Gelovani (Moskau 1960)
- Waleri Gergijew, Orchester und Chor des Kirow-Theaters, Viktor Lutsiuk, Lyudmila Filatova, Olga Savova, Yevgeny Nikitin, Gennady Bezzubenkov, Olga Markova-Mikhailenko, Tatiana Pavlovskaya (Wien 1999)
- Wladimir Jurowski, Radio Filharmonisch Orkest, Groot Omroepkoor, Vlaams Radio Koor, Oleg Dolgov, Alexandra Durseneva, Alexandra Kadurina, Evelina Dobračeva, Vladimir Ognev, Maxim Mikhailov, Irina Dolzhenko, Lyubov Petrova, Andrey Breus (Amsterdam 2016)

### Aufnahmen der Suite ausSemjon Kotko
| Orchester                              | Leiter                  | Label              | Jahr der Aufnahme | Format |
| -------------------------------------- | ----------------------- | ------------------ | ----------------- | ------ |
| Rundfunk-Sinfonieorchester Berlin      | Rolf Kleinert           | Urania             | 1955              | LP     |
| Scottish Orchestra                     | Neeme Järvi             | Chandos            | 1989              | CD     |
| WDR Sinfonieorchester Köln             | Michail Jurowski        | CPO                | 1997              | CD     |
| USSR Radio/TV Large Symphony Orchestra | Gennadi Roschdestwenski | Russian Revelation | 1985              | CD     |

## Aufführungsgeschichte
Die Uraufführung der Oper fand am 23. Juni 1940 im Moskauer Künstlertheater unter der Leitung der Schauspielerin Serafina Birman statt. Dem Dirigenten Michail Schukow (1901–1960) oblag die erste Wiederaufführung der Oper, die in der „Tauwetterperiode“ 1960 in Perm stattfand. 2000 gastierte Wiktor Luzjuk mit dem Ensemble des Marienskij-Theaters unter Leitung von Waleri Gergijew an der Covent Garden Oper London in der Titelrolle von Semjon Kotko.

## Wirkung
Um die Oper und ihre Aufführung entbrannte eine erbitterte Polemik; Semjon Kotko geriet erwartungsgemäß ins Kreuzfeuer der Kulturideologen. Die Anhänger der „liedhaften Oper“, im Wesentlichen Aktivisten der Russischen Assoziation Proletarischer Musiker (RAPM) fielen mit wütenden Angriffen über Prokofjew her; „die gesamte Oper offenbare nur ein gestörtes Verhältnis zur Volksmusik“. Prokofjews Oper fand aber auch viele Verteidiger; die Diskussion wurde in den Heften der Zeitschrift Sowjetische Musik 1940 dokumentiert. Die Oper wurde zu Lebzeiten Prokofjews nicht mehr aufgeführt.
Prokofjew schrieb desillusioniert in sein Tagebuch:
„Gewöhnlich will man die Mühe, die nicht zum Ziel geführt hat, vergessen, wie man etwas Schmerzlichem aus dem Wege geht, aber die Oper ‚Semjon Kotko‘ haftet in meinem Gedächtnis, kann von mir nicht vergessen werden.“